# جيروم لوروا (كاتب)
جيروم لوروا (بالفرنسية: Jérôme Leroy)‏ (و. 1964  م) هو كاتب، وكاتب سير، وكاتب للأطفال، وروائي، وكاتب قصص قصيرة، وشاعر، ومدرس، وكاتب سيناريو، وكاتب خيال علمي فرنسي، ولد في روان.